# 1080°雪崩
《1080°雪崩》是由任天堂内部开发工作室任天堂软件技术开发，任天堂于2003年首发的滑雪类任天堂GameCube游戏。《雪崩》是任天堂64游戏《1080°滑雪》的续作。
游戏以竞速为核心，而非像SSX系列等畅销滑雪游戏那样着重表演技巧。游戏可以输出480p和Dolby Pro Logic II，并支持四玩家在一台GameCube上游玩，以及四台GameCube局域网联网。